# Kartka miłości
Kartka miłości (fr.Une page d’amour) – ósma część cyklu Rougon-Macquartowie, opublikowana w 1878, poświęcona losom Heleny Mouret – Grandjean oraz jej córki Joanny.

## Treść
Akcja utworu rozgrywa się w latach 1854-1855. Helena Mouret traci zmarłego po krótkiej chorobie męża i przenosi się na stałe do Paryża razem z jedenastoletnią Joanną, cierpiącą na nieznaną chorobę o psychicznym, dziedzicznym podłożu. Wkrótce po przyjeździe dziewczynka dostaje ataku choroby i zostaje uratowana przez sąsiada, doktora Deberle. Poznaje jego żonę, grupę jej przyjaciółek oraz bogatego znajomego, Malignona. Zauroczona z wzajemnością doktorem Deberle, ma kilkakrotnie okazję wyznać mu swoje uczucie, jednak początkowo nie ma odwagi. Do wyznania dochodzi w czasie zabawy dziecięcej, na której święci triumfy mała Joanna. Dla Heleny miłość to rzecz całkowicie nowa – jej związek z poprzednim mężem był nieudany i oparty jedynie na uczuciu szacunku. Oboje zbliżają się do siebie w czasie kolejnych ataków choroby córki Heleny, kiedy tylko jej matka i doktor zajmują się nią.
Mała Joanna zaczyna jednak być zazdrosna o miejsce doktora w życiu jej matki i doprowadza w końcu do zerwania bliskich kontaktów. Zaczyna szantażować matkę, źle reaguje na jej prywatne spotkania i wyjścia z domu. Tymczasem Helena dostrzega rodzący się romans między Julią Deberle a Malignonem i postanawia ostrzec przyjaciółkę przed odkryciem przez męża. W dniu, gdy Helena ratuje dwoje kochanków przed zdemaskowaniem, sama pierwszy raz oddaje się doktorowi. W tym czasie Joanna, zazdrosna i znerwicowana, przeziębia się świadomie wychylając się przez okno, a po trzech tygodniach umiera. Helena, obwiniając się o śmierć dziecka, wyjeżdża z Paryża i wychodzi za mąż za starego znajomego, który już wcześniej darzył ją uczuciem.

## Rola powieści i jej cechy
Zola, planując kształt cyklu jeszcze przed rozpoczęciem prac, celowo umieścił Kartkę miłości między dwiema szczególnie wstrząsającymi powieściami – W matni oraz Naną. Miał zamiar w ten sposób rozładować napięcie psychologiczne oraz nie dopuścić do tego, by okropności życia niższych warstw społecznych przesłoniły zamierzone przesłanie filozoficzne, bynajmniej nie pełne pesymizmu. Podobną funkcję będzie zresztą w dalszej części cyklu spełniać Radość życia oraz Marzenie. Pod względem zawartości Kartka miłości, zwłaszcza w postaci zblazowanej żony doktora Deberle, zapowiada natomiast Kuchenne schody – powieść całkowicie poświęconą mieszczaństwu.
Niektórzy badacze są zdania, że opis matki cierpiącej przy łóżku umierającej córki wywodzi się z wspomnień Zoli z dzieciństwa, związanych z chorobą i śmiercią jego ojca, zmarłego na zapalenie płuc, gdy przyszły pisarz miał 7 lat, a sama Helena Grandjean ma wiele cech jego matki. Helena jest zresztą jedyną bohaterką, której psychologia została w utworze szerzej nakreślona – bohaterka ta dominuje nad konstrukcją dzieła, inne postacie – nawet Deberle – funkcjonują niejako „obok niej”, nie zostają pogłębione.
Kartka miłości wykorzystuje również elementy metody impresjonistycznej – wyraźne zwłaszcza w opisach Paryża, które cyklicznie pojawiają się w utworze, zaś wygląd miasta odbija stany duszy bohaterki.

## Recepcja
Kartka miłości została dobrze przyjęta przez krytykę, mile zdziwioną czasowym przynajmniej porzuceniem przez Zolę tematów stricte społecznych. Z kolei współcześni mu pisarze dziwili się tej nagłej przemianie i krytykowali powieść za nadmiar opisów.